# Alfitomancja

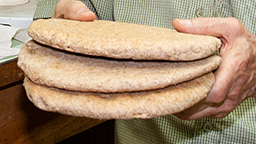
Chleb jęczmienny w kuchni żydowskiej

Alfitomancja (z greckiego: ἄλφιτον, romanizowane: alphiton, dosł. „jęczmień” oraz μαντεία, manteia, „wróżenie”) – metoda wróżenia z wykorzystaniem placków jęczmiennych lub bochenków chleba jęczmiennego.
Wróżba polegała na podaniu kawałka chleba lub placka osobie podejrzanej o popełnienie przestępstwa. Jeśli połknęła go bez trudu — uznawano ją za niewinną; jeśli miała trudności z przełknięciem — uważano ją za winną. Inne źródła podają, że przedmiotem wróżby były ewentualne trudności z trawieniem po podaniu chleba.